# Relaciones Togo-Venezuela
Las relaciones Togo-Venezuela se refieren a las relaciones internacionales que existen entre Togo y Venezuela.

## Historia
El 9 de diciembre de 2010 Togo y Venezuela suscribieron tanto un memorándum de entendimiento como un acuerdo de cooperación en Nueva York.
Entre el 16 y 18 de abril de 2012, el vicepresidente de la Comunidad Económica de Estados del África Occidental (CEDEAO), Toga McIntosh, realizó una visita oficial a Venezuela, durante la cual se reunió con la ministra de salud de Venezuela, María Eugenia Sader. Durante la visita se suscribió un memorándum de entendimiento entre Venezuela y la CEDEAO con la finalidad de conceder becas de posgrado a médicos provenientes de los Estados miembros de la CEDEAO para estudiar en Venezuela. En el acuerdo Venezuela se comprometió a otorgar tres becas por cada país miembro, incluyendo a Togo.

## Misiones diplomáticas
- Venezuela cuenta con una embajada concurrente en Cotonú, Benín.[3]